# Cornucoquimba moniwensis
Cornucoquimba moniwensis is een mosselkreeftjessoort uit de familie van de Hemicytheridae. De wetenschappelijke naam van de soort is voor het eerst geldig gepubliceerd in 1966 door Ishizaki.